# Dilemma (singolo)
Dilemma è una canzone del rapper Nelly, cantato in duetto con Kelly Rowland, pubblicato nel 2002, estratto dall'album Nellyville.
Il brano è stato riconosciuto con il Grammy Award come "migliore collaborazione rap" nel 2003.

## Descrizione
La canzone si basa melodicamente sul brano del 1983 Love, Need and Want You di Patti LaBelle da cui attinge anche elementi del testo.
Il brano è stato scritto da Antoine "Bam" Macon, Ryan Bowser, Bunny Sigler, Kenneth Gamble, Kelly Rowland e Nelly.

## Video musicale
Il video musicale è stato filmato nella Colonial Street, parte degli Universal Studios, la stessa location utilizzata durante le riprese del celebre serial televisivo Desperate Housewives - I segreti di Wisteria Lane. Nello specifico, Nelly viene mostrato seduto sugli scalini dell'ingresso della casa che nella serie appartiene al personaggio di Susan Mayer. Nel video il rapper e la cantante interpretano i ruoli di due giovani amanti, mentre vengono intervallate sequenze in cui i due sono mostrati a danzare insieme per le strade di notte. Nel video, Larry Hughes dei Chicago Bulls interpreta il ruolo del fidanzato della Rowland, mentre Patti LaBelle veste nei panni della madre della cantautrice.

## Successo commerciale
Sebbene il brano fu inserito solamente due settimane prima della chiusura dell'album Nellyville, venne scelto come secondo singolo di lancio per l'album. La collaborazione raggiunse dopo quattro settimane la prima posizione della Billboard Hot 100, rimpiazzando il primo singolo estratto dall'album dello stesso Nelly, Hot In Herre, che si trovava in tale posizione da alcune settimane. La collaborazione è classificata al numero 11 delle 20 canzoni che hanno segnato il decennio che va dal 2000 al 2009 secondo Billboard.
Il brano esordisce inoltre alla prima posizione della classifica britannica, divenendo il quarto brano più venduto dell'anno con 1,5 milioni di copie e il 23° più venduto del decennio 2000-2009. La collaborazione esordisce anche alla prima posizione in Australia, Germania, Paesi Bassi, Svizzera e Irlanda.
Kelly Rowland divenne il primo membro delle Destiny's Child ad esordire alla prima posizione della classifica statunitense come solista, ottenendo ampio successo mediatico in poche settimane. Nello stesso periodo le componenti del gruppo stavano lavorando ad alcuni progetti discografici da soliste, prevedendo la pubblicazione dell'album della Rowland nel 2003. A seguito del successo della collaborazione il progetto discografico da solista della front-man del gruppo, Beyoncé, venne posticipato a giugno 2003 per lasciare alla Rowland la possibilità di pubblicare Simply Deep nell'ottobre del 2002.

## Tracce
International Vinyl
Side A
1. Dilemma (radio edit)
2. Dilemma (UK Garage radio edit)

Side B
1. Dilemma (Jason Nevin's club remix)

CD Single
1. Dilemma (Album Version)
2. Kings Highway

CD Maxi
1. Dilemma (radio edit)
2. Dilemma (Jason Nevin's remix edit)
3. King's Highway
4. Dilemma (video)

## Classifiche

### Classifiche settimanali
| Classifica (2002) | Posizione massima |
| ----------------- | ----------------- |
| Australia         | 1                 |
| Austria           | 2                 |
| Belgio (Fiandre)  | 1                 |
| Belgio (Vallonia) | 3                 |
| Canada            | 3                 |
| Danimarca         | 2                 |
| Europa            | 1                 |
| Finlandia         | 10                |
| Francia           | 6                 |
| Germania          | 1                 |
| Irlanda           | 1                 |
| Italia            | 3                 |
| Norvegia          | 2                 |
| Nuova Zelanda     | 2                 |
| Paesi Bassi       | 1                 |
| Regno Unito       | 1                 |
| Stati Uniti       | 1                 |
| Stati Uniti (Pop) | 1                 |
| Svezia            | 2                 |
| Svizzera          | 1                 |

### Classifiche di fine anno
| Classifica (2002) | Posizione |
| ----------------- | --------- |
| Australia         | 4         |
| Austria           | 45        |
| Belgio (Fiandre)  | 9         |
| Belgio (Vallonia) | 27        |
| Paesi Bassi       | 4         |
| Stati Uniti       | 4         |
| Svezia            | 14        |
| Svizzera          | 6         |

### Classifiche di tutti i tempi
| Classifica (1958-2021) | Posizione |
| ---------------------- | --------- |
| Stati Uniti            | 91        |